# Marc Bircham
Marc Stephen John Bircham (ur. 11 maja 1978 w Londynie) – były kanadyjski piłkarz pochodzenia angielskiego występujący na pozycji obrońcy.

## Kariera klubowa
Bircham seniorską karierę rozpoczynał w 1996 roku w klubie Millwall z Division Two. W 2001 roku awansował z zespołem do Division One. W tych rozgrywkach zadebiutował 19 sierpnia 2001 roku w przegranym 0:4 pojedynku z Birmingham City. W Millwall spędził 6 lat.
W 2002 roku Bircham odszedł do Queens Park Rangers z Division Two. Pierwszy ligowy mecz zaliczył tam 10 sierpnia 2002 roku przeciwko Chesterfield (3:1). W 2004 roku awansował z zespołem do Championship. 30 kwietnia 2005 roku w wygranym 2:1 spotkaniu z Nottingham Forest strzelił pierwszego gola w Championship. W QPR Bircham grał przez 5 lat.
W 2007 roku przeszedł do Yeovil Town z League One. Zadebiutował tam 29 grudnia 2007 roku w wygranym 2:1 spotkaniu z Brighton & Hove Albion. W Yeovil spędził 2 lata, a w 2009 roku zakończył karierę.

## Kariera reprezentacyjna
Bircham urodził się w Anglii, ale ponieważ jego dziadek pochodził z kanadyjskiego Winnipeg, został uprawniony do gry w reprezentacji Kanady. Zadebiutował w niej 27 kwietnia 1999 roku w zremisowanym 1:1 towarzyskim pojedynku z Irlandią Północną, w którym strzelił także gola. W 2001 roku został powołany do kadry na Puchar Konfederacji. Nie zagrał jednak na nim w żadnym meczu, a Kanada odpadła z turnieju po fazie grupowej. W latach 1999–2004 w drużynie narodowej rozegrał Bircham w sumie 17 spotkań i zdobył 1 bramkę.